# Tlen singletowy
Tlen singletowy – forma tlenu cząsteczkowego (O2) na najniższym stanie wzbudzonym. 
Tlen cząsteczkowy może występować w dwóch formach: singletowej i trypletowej. Forma singletowa, czyli forma bez niesparowanych elektronów, nie jest w przypadku tlenu O2 formą podstawową, lecz wzbudzoną, o wyższej energii, zaś stanem podstawowym jest forma trypletowa (dwurodnik). Jest to układ odwrotny niż dla większości cząsteczek chemicznych.
Forma singletowa O::O lub O=O oznacza symbolicznie jako 1O2
Każda kropka oznacza jeden elektron, kreska – dwa elektrony tworzące wiązanie. Sparowane elektrony niewiążące zostały pominięte.
Tlen singletowy może istnieć w dwóch stanach energetycznych, o odmiennym rozkładzie elektronów na orbitach molekularnych:
1. 1ΔgO2   – dwa sparowane elektrony na jednym orbitalu π*2p
2. 1Σg+O2  – po jednym elektronie na każdym z orbitali π*2p; elektrony mają przeciwne spiny

Tlen singletowy nadmiarową energię wewnętrzną może uwolnić podczas reakcji utleniania lub na emisję promieniowania podczerwonego o długości fali ~1270 nm. Przy dużym stężeniu tlenu singletowego widoczna może być emisja czerwonego światła (λ = 634 nm) zachodząca podczas zderzenia dwóch cząsteczek 1O2. 
Reakcjom chemicznym z udziałem tlenu singletowego towarzyszy często emisja światła widzialnego (chemiluminescencja), np. niebieskiego podczas utleniania luminolu.

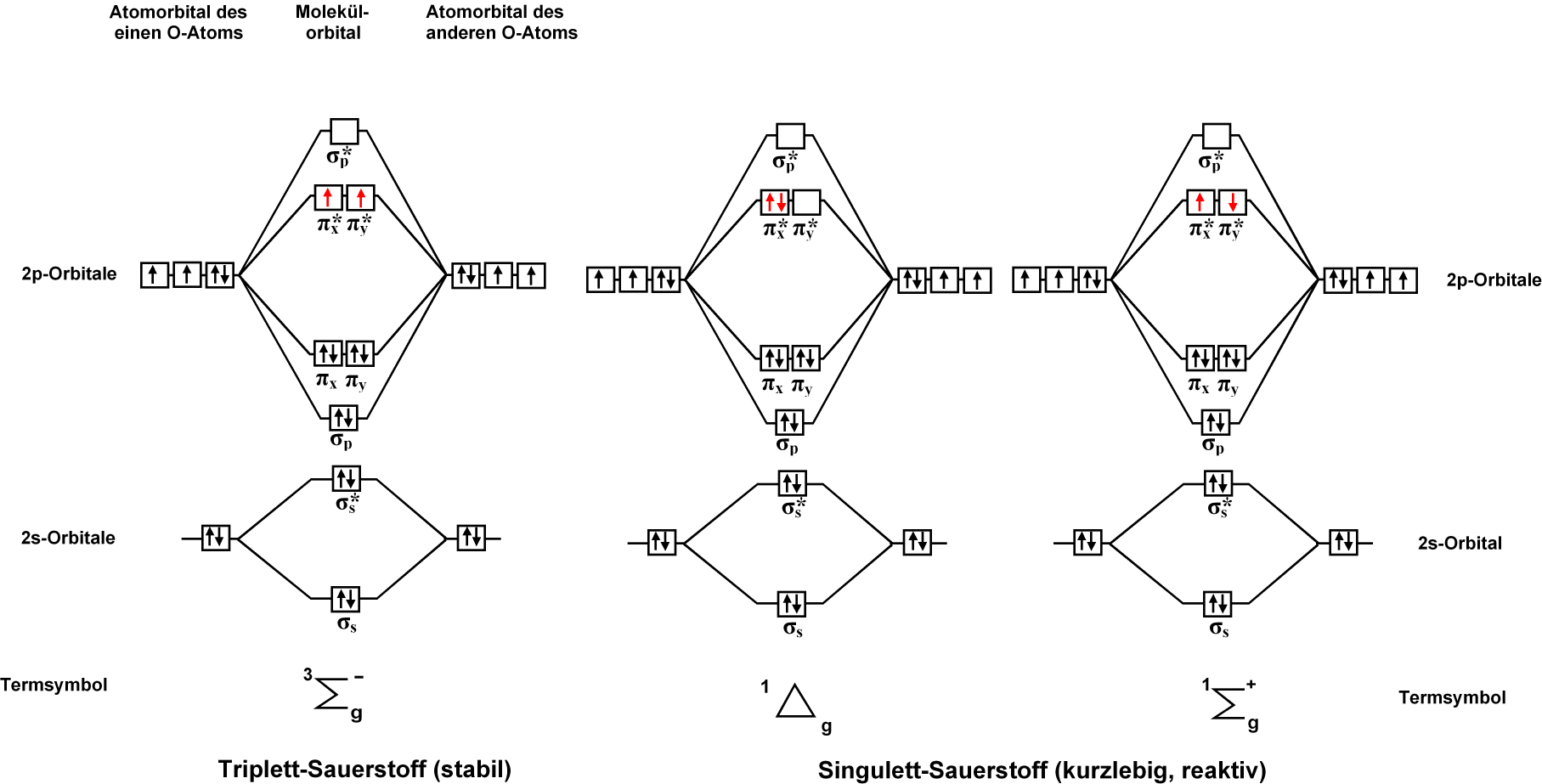
Diagramy energetyczne orbitali molekularnych dla trzech konfiguracji elektronowych tlenu cząsteczkowego. Od lewej: trypletowy stan podstawowy ^{3}Σ_{g}^{−}; tlen singletowy w stanie wzbudzonym ^{1}Δ_{g}; tlen singletowy w stanie wzbudzonym ^{1}Σ_{g}^{+}. Stany te różnią się jedynie spinem elektronów i obsadzeniem dwóch zdegenerowanych orbitali antywiążących π*. Różnica energii stanów ^{3}Σ_{g}^{−} i ^{1}Δ_{g} wynosi 94,3 kJ/mol, a 158 kJ/mol dla ^{3}Σ_{g}^{−} i ^{1}Σ_{g}^{+}.

## Otrzymywanie

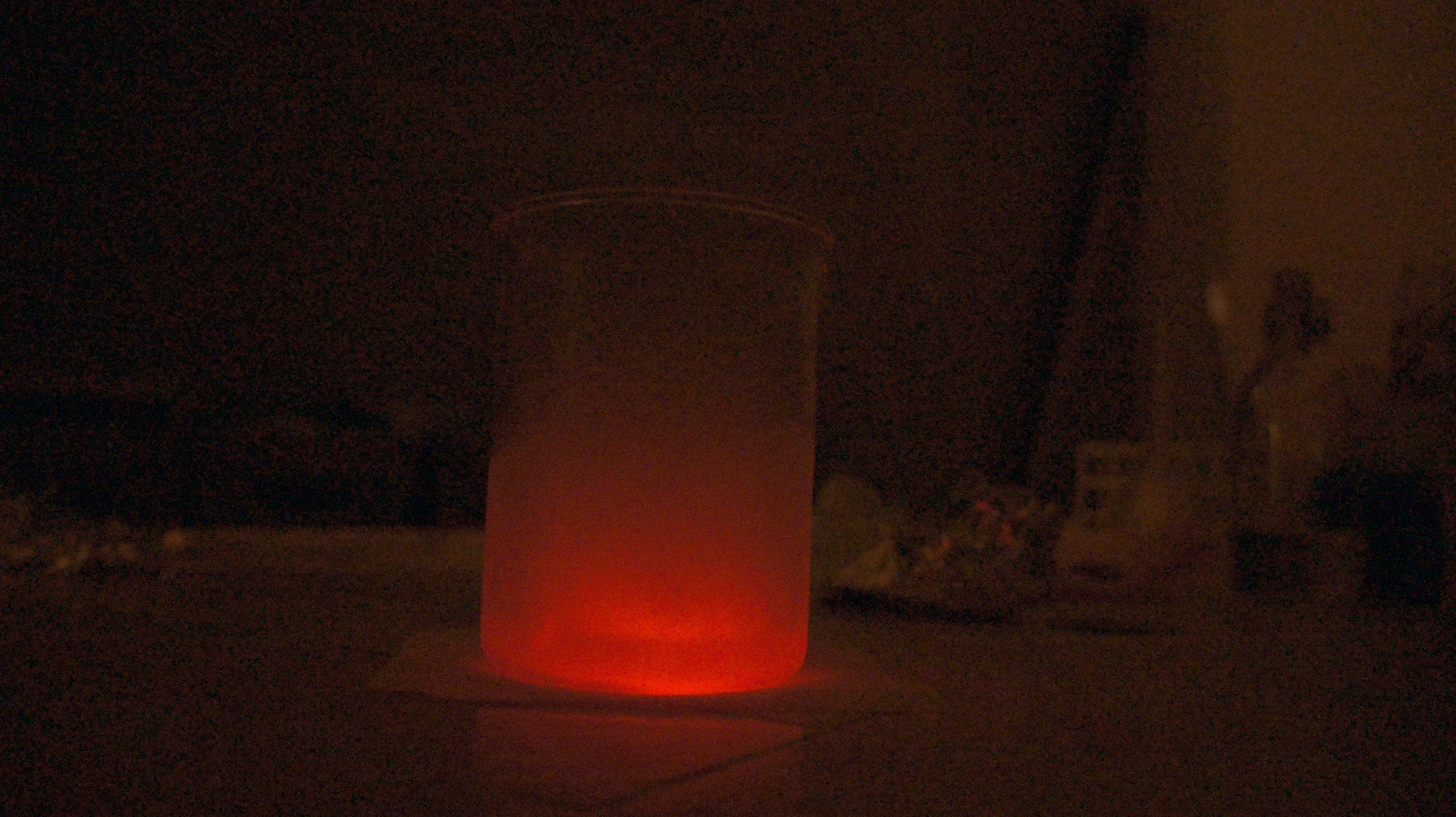
Emisja czerwonego światła przez tlen singletowy powstający w reakcji Ca(ClO)_{2} + H_{2}O_{2}

Forma singletowa tlenu powstaje podczas naświetlania światłem UV tlenu w stanie podstawowym w obecności barwnika uczulającego, a także w wyniku niektórych reakcji chemicznych, np. H2O2 z NaClO:
ClO− + H2O2 → 1O2 + H+ + Cl− + OH−
Czas życia tej formy tlenu wynosi w stanie gazowym do kilkudziesięciu minut.

## Reakcje

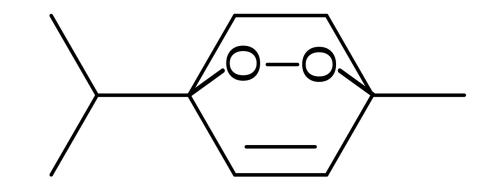
Askaridol, produkt addycji tlenu singletowego do α-terpinenu

Wysoka reaktywność tlenu singletowego wykorzystywana jest w szeregu reakcji chemicznych w chemii organicznej, zwłaszcza ze związkami nienasyconymi. Pierwszym etapem takich reakcji jest zwykle wytworzenie wodoronadtlenku allilowego R2C=C(R)-O-O-H lub mostka nadtlenkowego R-O-O-R. Związki te często ulegają reakcjom następczym np. jednoczesnego pęknięcia wiązania O-O i C-C z wytworzenia dwóch grup karbonylowych.